# Калиновка (Весёловский район)
Кали́новка (укр. Калинівка) — село,
Калиновский сельский совет,
Весёловский район,
Запорожская область,
Украина.
Код КОАТУУ — 2321282301. Население по переписи 2001 года составляло 617 человек.
Является административным центром Калиновского сельского совета, в который, кроме того, входят сёла
Добровольческое и
Новоукраинка.

## Географическое положение
Село Калиновка находится в урочище Круглая Падина, на расстоянии в 3,5 км от села Корнеевка и в 4,5 км от села Добровольческое.

## История
- 1922 год (по другим данным в 1921 году) — дата основания переселенцами из Великой Белозерки Мелитопольского уезда.

## Экономика
- «Калиновка», сельскохозяйственный ПК.

## Объекты социальной сферы
- Школа I—IIІ ст.
- Детский сад.
- Дом культуры.
- Фельдшерский пункт.

## Достопримечательности
- Братская могила советских воинов.